# Río Tapiche
Der Río Tapiche ist ein ca. 680 km langer rechter Nebenfluss des Río Ucayali im Nordosten von Peru in der Provinz Requena der Region Loreto.

## Flusslauf
Der Río Tapiche entspringt in der Sierra de Contamana, einem Höhenzug im westlichen Amazonastiefland, unmittelbar an der Grenze zu Brasilien. Das Quellgebiet liegt auf einer Höhe von etwa 550 m. Der Río Tapiche durchfließt anfangs den Höhenzug auf einer Strecke von 25 km in überwiegend südsüdwestlicher Richtung. Anschließend wendet er sich nach Nordwesten und verläuft entlang der Südwestflanke des Höhenzugs. Ab Flusskilometer 470 wendet sich der Río Tapiche in Richtung Nordnordost. Bei Flusskilometer 122 trifft der Río Blanco von rechts auf den Río Tapiche. Dieser wendet sich nun nach Norden. Der Río Tapiche mündet schließlich bei der am rechten Flussufer gelegenen Provinzhauptstadt Requena in den Río Ucayali, 134 km oberhalb dessen Vereinigung mit dem Río Marañón zum Amazonas. Der Río Tapiche weist auf seiner gesamten Fließstrecke ein stark mäandrierendes Verhalten mit unzähligen Flussschlingen und Altarmen auf.

## Siedlungen am Flusslauf
- Eufracio (Fluss-km 473, rechts)
- Tabalosos (Fluss-km 432, rechts)
- Santa Rosa (Fluss-km 395, links)
- Santa Elena (Fluss-km 283, links)

## Einzugsgebiet
Das etwa 23.640 km² große Einzugsgebiet des Río Tapiche liegt innerhalb der Provinz Requena. Im Südwesten, Westen und Nordwesten verläuft der Río Ucayali. Die Wasserscheide zu den Flüssen Rio Juruá im Südosten und Rio Javari im Nordosten verläuft entlang der Staatsgrenze zu Brasilien. Der Oberlauf des Río Tapiche liegt innerhalb des Nationalparks Sierra del Divisor.

## Sonstiges
Der Río Tapiche ist ein so genannter „Schwarzwasserfluss“. Sein Einzugsgebiet erstreckt sich ausschließlich über Regenwald.
Bei Flusskilometer 155 liegt das Tapiche Reserve, ein 15,4 km² großes privates Schutzgebiet, das von Touristen besucht werden kann.